# Oscar för bästa filmmusik
Oscar för bästa filmmusik engelska: Academy Award for Best Original Score är ett pris som årligen delas av Academy of Motion Picture Arts and Sciences (AMPAS) på Oscargalan till bästa nyskriva filmmusik.

## 1930-talet
| År                                                                                         | Vinnare | Nominerade                                                                                                   |
| 1934 (7:e)                                                                                 | | |
| ------------------------------------------------------------------------------------------ | --- | --- |
| 1934 (7:e)                                                                                 | Den sjungande Venus – Columbia Studio Music Department | - Continental – RKO Radio Studio Music Department - Den osynliga fienden – RKO Radio Studio Music Department |
| 1935 (8:e)                                                                                 | | |
| Angivaren – RKO Radio Studio Music Department                                              | - Myteri – MGM Studio Music Department - Fången på Dartmoor – Paramount Studio Music Department - Kapten Blod – Warner Bros.-First National Studio Music Department (Write-in) | |
| 1936 (9:e)                                                                                 | | |
| Äventyraren Anthony Adverse – Warner Bros. Studio Music Department                         | - De tappra 600 – Warner Bros. Studio Music Department - Allahs trädgårdar – Selznick International Pictures Music Department - Generalen dog i gryningen – Paramount Studio Music Department - Under New Yorks broar – RKO Radio Studio Music Department | |
| 1937 (10:e)                                                                                | | |
| 100 man och en flicka – Universal Studio Music Department                                  | - Bortom horisonten – Columbia Studio Music Department - Orkanen – Goldwyn Studio Music Department - En 7-sjungande karl – Grand National Studio Music Department - Vi reser västerut – Hal Roach Studio Music Department - En gång i maj – MGM Studio Music Department - Farornas skepp – Paramount Studio Music Department - Make a Wish – Principal Productions - Portia on Trial – Republic Studio Music Department - Den muntra maskeraden – RKO Radio Studio Music Department - Fången på Zenda – Selznick International Pictures Music Department - In Old Chicago – Twentieth Century Fox Studio Music Department - Snövit och de sju dvärgarna – Walt Disney Studio Music Department - Emile Zolas liv – Warner Bros. Studio Music Department | |
| 1938 (11:e)                                                                                | | |
| Originalmusik: Robin Hoods äventyr – Erich Wolfgang Korngold                               | - Myteri under däck – Russell Bennett - Om jag vore kung – Richard Hageman - Skrattar bäst som skrattar sist – Marvin Hatley - Blockad – Werner Janssen - En cowboy och en lady – Alfred Newman - Suez – Louis Silvers - Marie Antoinette – Herbert Stothart - Hela familjen på vift – Franz Waxman - Sista brigaden – Victor Young - En tjuvpojke på äventyr – Victor Young | |
| Musikbearbetning: Alexanders ragtime band – Alfred Newman                                  | - Vi ses igen! – Victor Baravalle - Revolt i Bengalen – Cy Feuer - En flicka överbord – Marvin Hatley - Tropiska nätter – Boris Morros - Goldwyn Follies – Alfred Newman - Full i 17 – Charles Previn och Frank Skinner - Skandalen kring Julie – Max Steiner - Girls' School – Morris Stoloff och Gregory Stone - Kärleksduetten – Herbert Stothart - Hela familjen på vift – Franz Waxman | |
| 1939 (12:e)                                                                                | | |
| Originalmusik: Trollkarlen från Oz – Herbert Stothart                                      | - I döden för flyktingar – Anthony Collins - Möss och människor – Aaron Copland - Mannen med järnmasken – Lud Gluskin och Lucien Moraweck - Kär över öronen – Werner Janssen - När regnet kom – Alfred Newman - Svindlande höjder – Alfred Newman - Seger i mörkret – Max Steiner - Borta med vinden – Max Steiner - Golden Boy – Victor Young - Gullivers resor – Victor Young - Man of Conquest – Victor Young | |
| Musikbearbetning: Diligensen – Richard Hageman, Frank Harling, John Leipold och Leo Shuken | - Operettkungen – Phil Boutelje och Arthur Lange - Möss och människor – Aaron Copland - Vi charmörer – Roger Edens och George E. Stoll - She Married a Cop – Cy Feuer - Intermezzo – Lou Forbes - Elizabeth och Essex – Erich Wolfgang Korngold - Ringaren i Notre Dame – Alfred Newman - Vi musikanter – Alfred Newman - Eld och lågor – Charles Previn - Sången från staden – Louis Silvers - Mr Smith i Washington – Dimitri Tiomkin - Way Down South – Victor Young | |

## 1940-talet
| År                                                                  | Vinnare | Nominerade |
| 1940 (13:e)                                                         | | |
| ------------------------------------------------------------------- | --- | --- |
| 1940 (13:e)                                                         | Originalmusik: Pinocchio – Leigh Harline, Paul J. Smith och Ned Washington | - Vår lilla stad – Aaron Copland - The Fight for Life – Louis Gruenberg - En hjälte i Virginia – Richard Hageman - Den långa resan hem – Richard Hageman - En försvunnen värld – Werner Heymann - Zorros märke – Alfred Newman - Tjuven i Bagdad – Miklos Rozsa - Förbannelsens hus – Frank Skinner - Brevet – Max Steiner - Dimmornas bro – Herbert Stothart - Rebecca – Franz Waxman - Min favorithustru – Roy Webb - Diktatorn – Meredith Willson - Skarpskytten i Arizona – Victor Young - Nattens brigad – Victor Young - Hjälteskvadronen – Victor Young |
| 1940 (13:e)                                                         | Musikbearbetning: Broadway sjunger – Alfred Newman | - Älskar - älskar inte... – Anthony Collins - Vår lilla stad – Aaron Copland - Hit Parade of 1941 – Cy Feuer - Slaghöken – Erich Wolfgang Korngold - Vårparaden – Charles Previn - Dans efter noter – Artie Shaw - Vi jazzkungar – Georgie Stoll och Roger Edens - Vår flygande reporter – Victor Young |
| 1941 (14:e)                                                         | | |
| Musik till drama: Inled oss icke i frestelse – Bernard Herrmann     | - Kärlekens bakgata – Frank Skinner - Jag stannar över natten – Alfred Newman - En sensation – Bernard Herrmann - Farväl miss Bishop – Edward Ward - Jag minns min gröna dal – Alfred Newman - Natten är så kort... – Victor Young - Skuggornas hus – Morris Stoloff och Ernst Toch - King of the Zombies – Edward J. Kay - Dr. Jekyll och Mr. Hyde – Franz Waxman - Jag glömmer dig aldrig – Miklós Rózsa - Mercy Island – Cy Feuer och Walter Scharf - Sergeant York – Max Steiner - Folket utan fosterland – Louis Gruenberg - Natt över öknen – Miklós Rózsa - Illdåd planeras? – Franz Waxman - Tanks a Million – Edward Ward - Korsdrag i paradiset – Werner Heymann - Kvinnan utan nåd – Meredith Willson - Det stora äventyret – Richard Hageman                                                         | |
| Musikalmusik: Dumbo – Frank Churchill och Oliver Wallace            | - All-American Co-Ed – Edward Ward - Swingens födelse – Robert Emmett Dolan - Kompaniets olycksfåglar – Charles Previn - Skridskoprinsessan – Cy Feuer - Glädjens serenad – Emil Newman - Cirkusprinsessan – Anthony Collins - Min hjälte – Herbert Stothart och Bronislau Kaper - Rivaler på galej – Heinz Roemheld - Bröllopsdansen – Morris Stoloff | |
| 1942 (15:e)                                                         | | |
| Musik till drama eller komedi: Under nya stjärnor – Max Steiner     | - Bambi – Frank Churchill (postum nominering) och Edward Plumb - De tusen fröjdernas hus – Richard Hageman - Bragdernas man – Leigh Harline - Att vara eller icke vara – Werner Heymann - Han kom om natten – Frederick Hollander och Morris Stoloff - Klondike Fury – Edward J. Kay - Den svarta svanen – Alfred Newman - Djungelboken – Miklos Rozsa - Tusen och en natt – Frank Skinner - Slumpens skördar – Herbert Stothart - Guldfeber – Max Terr - De korsikanska bröderna – Dimitri Tiomkin - Farlig som synden – Roy Webb - I skuggan av katedralen – Roy Webb - De flygande tigrarna – Victor Young - Spelet om en kvinna – Victor Young - Ja, se fruntimmer! – Victor Young | |
| Musikalmusik: Yankee Doodle Dandy – Ray Heindorf och Heinz Roemheld | - Min flicka i vapenrock – Roger Edens och Georgie Stoll - Värdshuset Fritiden – Robert Emmett Dolan - Bröllop i Buenos Aires – Leigh Harline - Vackra Sally – Alfred Newman - Det började med Eva – Charles Previn och Hans Salter - Johnny Doughboy – Walter Scharf - Flying With Music – Edward Ward | |
| 1943 (16:e)                                                         | | |
| Musik till drama eller komedi: Sången om Bernadette – Alfred Newman | - Jagat byte – Constantin Bakaleinikoff och Roy Webb - Oss svindlare emellan – Philip Boutelje - Kansas hjälte – Gerard Carbonara - Överraskade i gryningen – Aaron Copland - Skräckdagar i Prag – Hanns Eisler - Commandos – Louis Gruenberg och Morris Stoloff - En riddare utan fruktan – Leigh Harline - Mord i baletten – Arthur Lange - Victory Through Air Power – Edward H. Plumb, Paul J. Smith och Oliver Wallace - Synda på nåden – Hans J. Salter och Frank Skinner - Den stora oljeruschen – Walter Scharf - Casablanca – Max Steiner - Madame Curie – Herbert Stothart - Månen och silverslanten – Dimitri Tiomkin - Klockan klämtar för dig – Victor Young | |
| Musikalmusik: Irving Berlins paradrevy – Ray Heindorf               | - Stjärnbaneret – Robert Emmett Dolan - Upp i det blå – Leigh Harline - Coney Island – Alfred Newman - Kalle Anka och Långben i Sydamerika – Edward H. Plumb, Paul J. Smith och Charles Wolcott - Den stora stjärnparaden – Frederic E. Rich - Schlagerparaden – Walter Scharf - Skräll på Broadway – Morris Stoloff - Soldatflamman – Herbert Stothart - Fantomen på Stora operan – Edward Ward | |
| 1944 (17:e)                                                         | | |
| Musik till drama eller komedi: Osynliga länkar – Max Steiner        | - Address Unknown – Morris Stoloff och Ernst Toch - Mark Twains äventyr – Max Steiner - Ödets bro – Dimitri Tiomkin - Casanova ordnar allt – Arthur Lange - Att älska så... – Hans J. Salter - Kvinna utan samvete – Miklós Rózsa - Stilla havets hjältar – Walter Scharf och Roy Webb - Den håriga apan – Edward Paul och Michel Michelet - Det hände i morgon – Robert Stolz - Jack London – Fred Rich - Kalifen i Bagdad – Herbert Stothart - Blott den som längtan känt... – Hanns Eisler och Constantin Bakaleinikoff - Prinsessan och piraten – David Rose - En sällsam bekännelse – Karl Hajos - Three Russian Girls – W. Franke Harling - Svartsjuka fruar – Edward Paul - Rösten i stormen – Michel Michelet - Wilson – Alfred Newman - Mästerskytten från Dodge City – Miklós Rózsa                    | |
| Musikalmusik: Omslagsflickan – Morris Stoloff och Carmen Dragon     | - Brazil – Walter Scharf - Säg det med musik – Constantin Bakaleinikoff - Hollywood Canteen – Ray Heindorf - En sång, en kyss, en flicka – Alfred Newman - På kärlekens vingar – Werner R. Heymann och Kurt Weill - Kvinnan i mörkret – Robert Emmett Dolan - Swing It, Lady! – Edward J. Kay - Vi mötas i St. Louis – Georgie Stoll - Glada trubadurer – Hans J. Salter - Minstrel Man – Ferde Grofe och Leo Erdody - Sensation 1945 – Mahlon Merrick - Song of the Open Road – Charles Previn - Med flickor i lasten – Ray Heindorf och Louis Forbes | |
| 1945 (18:e)                                                         | | |
| Musik till drama eller komedi: Trollbunden – Miklós Rózsa           | - Får jag låna din fru? – Daniele Amfitheatrof - Krigskorrespondenten – Louis Applebaum och Ann Ronell - Äventyr i San Francisco – Dale Butts och Morton Scott - Klockorna i S:t Mary – Robert Emmett Dolan - En stackars miljonär – Lou Forbes - Kvinnan i fönstret – Hugo Friedhofer och Arthur Lange - The Man Who Walked Alone – Karl Hajos - Kapten Kidd – Werner Janssen - Gäst i huset – Werner Janssen - Sydstataren – Werner Janssen - G.I. Honeymoon – Edward J. Kay - Himmelrikets nycklar – Alfred Newman - Förspillda dagar – Miklós Rózsa - Den stora drömmen – Miklós Rózsa och Morris Stoloff - För evigt din – Hans J. Salter - Domens dal – Herbert Stothart - Madame Pimpernel – Alexander Tansman - Revansch i Burma – Franz Waxman - Själens ögon – Roy Webb - Kärleksbreven – Victor Young | |
| Musikalmusik: Säg det med sång – Georgie Stoll                      | - Blond och bländande – Robert Emmett Dolan - Mirakelmannen – Lou Forbes och Ray Heindorf - Why Girls Leave Home – Walter Greene - Rhapsody in Blue – Ray Heindorf och Max Steiner - Vår i luften – Charles E. Henderson och Alfred Newman - Sunbonnet Sue – Edward J. Kay - Med list och lust – Jerome Kern (postum nominering) och Hans J. Salter - Guldgrävarbaletten – Arthur Lange - Kalle Anka i Sydamerika – Edward Plumb, Paul J. Smith och Charles Wolcott - Hitchhike to Happiness – Morton Scott - I kväll och varje kväll – Marlin Skiles och Morris Stoloff | |
| 1946 (19:e)                                                         | | |
| Musik till drama eller komedi: De bästa åren – Hugo Friedhofer      | - Anna och kungen av Siam – Bernard Herrmann - Hämnarna – Miklós Rózsa - Henrik V – William Walton - Humoresque – Franz Waxman | |
| Musikalmusik: Al Jolson – Morris Stoloff                            | - Blue Skies – Robert Emmett Dolan - Harvey Girls – Lennie Hayton - Night and Day – Ray Heindorf och Max Steiner - Sommar med melodi – Alfred Newman | |
| 1947 (20:e)                                                         | | |
| Musik till drama eller komedi: Dubbelliv – Miklós Rózsa             | - Ängel på prov – Hugo Friedhofer - Erövraren från Kastilien – Alfred Newman - Alltid Amber – David Raksin - Pappa och vi – Max Steiner | |
| Musikalmusik: Skandal efter noter – Alfred Newman                   | - Sången om Södern – Daniele Amfitheatrof, Paul J. Smith och Charles Wolcott - Två glada sjömän i Rio – Robert Emmett Dolan - Fiesta – Johnny Green - Min irländska ros – Ray Heindorf och Max Steiner | |
| 1948 (21:a)                                                         | | |
| Musik till drama eller komedi: De röda skorna – Brian Easdale       | - Hamlet – William Walton - Joan of Arc – Hugo Friedhofer - Våld i mörker – Max Steiner - Ormgropen – Alfred Newman | |
| Musikalmusik: En dans med dej – Johnny Green och Roger Edens        | - Kejsarvalsen – Victor Young - Piraten – Lennie Hayton - På kryss till Rio – Ray Heindorf - Vi dansar och ler – Alfred Newman | |
| 1949 (22:a)                                                         | | |
| Musik till drama eller komedi: Arvtagerskan – Aaron Copland         | - Bortom skogen – Max Steiner - Champion – Dimitri Tiomkin | |
| Musikalmusik: New York dansar – Roger Edens och Lennie Hayton       | - Look for the Silver Lining – Ray Heindorf - Sången är mitt liv – Morris Stoloff och George Duning | |

## 1950-talet
| År                                                                                     | Vinnare | Nominerade |
| 1950 (23:e)                                                                            | | |
| -------------------------------------------------------------------------------------- | --- | --- |
| 1950 (23:e)                                                                            | Musik till drama eller komedi: Sunset Boulevard – Franz Waxman | - Allt om Eva – Alfred Newman - Höken och pilen – Max Steiner - Tills döden skiljer oss åt – George Duning - Simson och Delila – Victor Young |
| 1950 (23:e)                                                                            | Musikalmusik: Annie Get Your Gun – Adolph Deutsch och Roger Edens | - Askungen – Oliver Wallace och Paul J. Smith - Jag spelar för dej – Lionel Newman - Tre små ord – André Previn - Vårflamman – Ray Heindorf   |
| 1951 (24:e)                                                                            | | |
| Musik till drama eller komedi: En plats i solen – Franz Waxman                         | - David och Batseba – Alfred Newman - En handelsresandes död – Alex North - Linje Lusta – Alex North - Quo Vadis – Miklós Rózsa                                                                     | |
| Musikalmusik: En amerikan i Paris – Johnny Green och Saul Chaplin                      | - The Great Caruso – Peter Herman Adler och Johnny Green - Teaterbåten – Adolph Deutsch och Conrad Salinger - På Rivieran – Alfred Newman - Alice i Underlandet – Oliver Wallace                    | |
| 1952 (25:e)                                                                            | | |
| Musik till drama eller komedi: Sheriffen – Dimitri Tiomkin                             | - Ivanhoe – den svarte riddaren – Miklós Rózsa - Undret i Fatima – Max Steiner - Tjuven – Herschel Burke Gilbert - Viva Zapata! – Alex North                                                        | |
| Musikalmusik: Med en sång i mitt hjärta – Alfred Newman                                | - H C Andersen – Walter Scharf - Jazzsångaren – Ray Heindorf och Max Steiner - Mediet – Gian-Carlo Menotti - Singin' in the Rain – Lennie Hayton                                                    | |
| 1953 (26:e)                                                                            | | |
| Musik till drama eller komedi: Lili – Bronislau Kaper                                  | - Vingarna – Hugo Friedhofer - Härifrån till evigheten – Morris Stoloff och George Duning - Julius Caesar – Miklós Rózsa - På vift med cinerama – Louis Forbes                                      | |
| Musikalmusik: Call Me Madam – Alfred Newman                                            | - Den stora premiären – Adolph Deutsch - Västerns vilda dotter – Ray Heindorf - Dr T:s 5000 fingrar – Frederick Hollander och Morris Stoloff - Kiss Me Kate – André Previn och Saul Chaplin         | |
| 1954 (27:e)                                                                            | | |
| Musik till drama eller komedi: Mellan himmel och hav – Dimitri Tiomkin                 | - Myteriet på Caine – Max Steiner - På vift med Genevieve – Larry Adler - Storstadshamn – Leonard Bernstein - Silverbägaren – Franz Waxman                                                          | |
| Musikalmusik: Sju brudar - sju bröder – Adolph Deutsch och Saul Chaplin                | - Carmen Jones – Herschel Burke Gilbert - Moonlight serenade – Joseph Gershenson och Henry Mancini - En stjärna föds – Ray Heindorf - Sex i elden – Alfred Newman och Lionel Newman                 | |
| 1955 (28:e)                                                                            | | |
| Musik till drama eller komedi: Skimrande dagar – Alfred Newman                         | - Kanske aldrig mer – Max Steiner - Mannen med den gyllene armen – Elmer Bernstein - Utflykt i det gröna – George Duning - Den tatuerade rosen – Alex North                                         | |
| Musikalmusik: Oklahoma! – Robert Russell Bennett, Jay Blackton och Adolph Deutsch      | - Pappa Långben – Alfred Newman - Pysar och sländor – Jay Blackton och Cyril J. Mockridge - Alltid vackert väder – André Previn - Dej ska jag ha! – Percy Faith och George Stoll                    | |
| 1956 (29:e)                                                                            | | |
| Musik till drama eller komedi: Jorden runt på 80 dagar – Victor Young (postum vinnare) | - Anastasia – Alfred Newman - Djävulsön – Hugo Friedhofer - Jätten – Dimitri Tiomkin - Regnmakaren – Alex North                                                                                     | |
| Musikalmusik: Kungen och jag – Alfred Newman och Ken Darby                             | - Allt beror på dej – Lionel Newman - Musik under stjärnorna – Morris Stoloff och George Duning - En skön historia – Johnny Green och Saul Chaplin - Viva Las Vegas – George Stoll och Johnny Green | |
| 1957 (30:e)                                                                            | | |
| Bron över floden Kwai – Malcolm Arnold                                                 | - Allt om kärlek – Hugo Friedhofer - Pojke på delfin – Hugo Friedhofer - Perri - en vildmarksfantasi – Paul J. Smith - Regnträdets land – Johnny Green                                              | |
| 1958 (31:a)                                                                            | | |
| Musik till drama eller komedi: Den gamle och havet – Dimitri Tiomkin                   | - Det stora landet – Jerome Moross - Vid skilda bord – David Raksin - Den vita vildmarken – Oliver Wallace - De unga lejonen – Hugo Friedhofer                                                      | |
| Musikalmusik: Gigi, ett lättfärdigt stycke – André Previn                              | - På dansens vingar – Yuri Faier och Gennadij Rozjdestvenskij - Ett litet hår av hin – Ray Heindorf - Karneval – Lionel Newman - South Pacific – Alfred Newman och Ken Darby                        | |
| 1959 (32:a)                                                                            | | |
| Musik till drama eller komedi: Ben-Hur – Miklós Rózsa                                  | - Anne Franks dagbok – Alfred Newman - Nunnan – Franz Waxman - På stranden – Ernest Gold - Jag hatar dig, älskling – Frank De Vol                                                                   | |
| Musikalmusik: Porgy and Bess – André Previn och Ken Darby                              | - Five Pennies – Leith Stevens - Knallhatten – Nelson Riddle och Joseph J. Lilley - Här va' de' show – Lionel Newman - Törnrosa – George Bruns                                                      | |

## 1960-talet
| År                                                                                     | Vinnare | Nominerade |
| 1960 (33:e)                                                                            | | |
| -------------------------------------------------------------------------------------- | --- | --- |
| 1960 (33:e)                                                                            | Musik till drama eller komedi: Exodus – Ernest Gold | - Alamo – Dimitri Tiomkin - Elmer Gantry – André Previn - 7 vågade livet – Elmer Bernstein - Spartacus – Alex North                        |
| 1960 (33:e)                                                                            | Musikalmusik: På musikens vingar – Morris Stoloff och Harry Sukman | - Det ringer, det ringer – André Previn - Can-Can – Nelson Riddle - Låt oss älska – Lionel Newman och Earle H. Hagen - Pepe – Johnny Green |
| 1961 (34:e)                                                                            | | |
| Musik till drama eller komedi: Frukost på Tiffany's – Henry Mancini                    | - El Cid – Miklós Rózsa - Fanny – Morris Stoloff och Harry Sukman - Kanonerna på Navarone – Dimitri Tiomkin - Flyende sommar – Elmer Bernstein                                                                      | |
| Musikalmusik: West Side Story – Saul Chaplin, Johnny Green, Sid Ramin och Irwin Kostal | - Babes in Toyland – George Bruns - Karneval i San Francisco – Alfred Newman och Ken Darby - Khovanshchina – Dmitrij Sjostakovitj - Paris Blues – Duke Ellington                                                    | |
| 1962 (35:e)                                                                            | | |
| Originalmusik Lawrence av Arabien – Maurice Jarre                                      | - Det fördolda – Jerry Goldsmith - Myteriet på Bounty – Bronislau Kaper - I djävulens tjänst – Franz Waxman - Skuggor över Södern – Elmer Bernstein                                                                 | |
| Musikbearbetning: Music Man – Ray Heindorf                                             | - Sol och vår och kär – George Stoll - Olycksfågeln Gigot – Michel Magne - Gypsy – Frank S. Perkins - Bröderna Grimms underbara värld – Leigh Harline                                                               | |
| 1963 (36:e)                                                                            | | |
| Originalmusik: Tom Jones – John Addison                                                | - Cleopatra – Alex North - 55 dagar i Peking – Dimitri Tiomkin - Så vanns vilda västern – Alfred Newman och Ken Darby - En ding, ding, ding, ding värld – Ernest Gold                                               | |
| Musikbearbetning: Irma la Douce – André Previn                                         | - Bye Bye Birdie – Johnny Green - Nytt sätt att älska – Leith Stevens - Söndagarna med Cybèle – Maurice Jarre - Svärdet i stenen – George Bruns                                                                     | |
| 1964 (37:e)                                                                            | | |
| Originalmusik: Mary Poppins – Richard M. Sherman och Robert B. Sherman                 | - Becket – Laurence Rosenthal - Romarrikets fall – Dimitri Tiomkin - Hysch, hysch, Charlotte! – Frank De Vol - Den rosa pantern – Henry Mancini                                                                     | |
| Musikbearbetning: My Fair Lady – André Previn                                          | - Yeah! Yeah! Yeah! – George Martin - Mary Poppins – Irwin Kostal - 5 äss i leken – Nelson Riddle - Colorados vilda dotter – Robert Armbruster, Leo Arnaud, Jack Elliott, Jack Hayes, Calvin Jackson och Leo Shuken | |
| 1965 (38:e)                                                                            | | |
| Originalmusik: Doktor Zjivago – Maurice Jarre                                          | - Vånda och extas – Alex North - Mannen från Nasaret – Alfred Newman - En strimma solsken – Jerry Goldsmith - Paraplyerna i Cherbourg – Michel Legrand och Jacques Demy                                             | |
| Musikbearbetning: Sound of Music – Irwin Kostal                                        | - Cat Ballou skjuter skarpt – Frank De Vol - 3 flickor i Madrid – Lionel Newman och Alexander Courage - Nick - akta dej för arbete – Don Walker - Paraplyerna i Cherbourg – Michel Legrand                          | |
| 1966 (39:e)                                                                            | | |
| Originalmusik: Född fri - Lejonet Elsa – John Barry                                    | - Bibeln... i begynnelsen – Toshiro Mayuzumi - Hawaii – Elmer Bernstein - Kanonbåten San Pablo – Jerry Goldsmith - Vem är rädd för Virginia Woolf? – Alex North                                                     | |
| Musikbearbetning: En kul grej hände på väg till Forum – Ken Thorne                     | - Matteusevangeliet – Luis Bacalov - Sju kommer tillbaka – Elmer Bernstein - Med en sång i mitt hjärta – Harry Sukman - Stop the World: I Want to Get Off – Al Ham                                                  | |
| 1967 (40:e)                                                                            | | |
| Originalmusik: Moderna Millie – Elmer Bernstein                                        | - Rebell i bojor – Lalo Schifrin - Doktor Dolittle – Leslie Bricusse - Fjärran från vimlets yra – Richard Rodney Bennett - Med kallt blod – Quincy Jones                                                            | |
| Musikbearbetning: Camelot – Alfred Newman och Ken Darby                                | - Doktor Dolittle – Lionel Newman och Alexander Courage - Gissa vem som kommer på middag – Frank De Vol - Moderna Millie – André Previn och Joseph Gershenson - Dockornas dal – John Williams                       | |
| 1968 (41:a)                                                                            | | |
| Originalmusik (ej musikal): Så tuktas ett lejon – John Barry                           | - Räven – Lalo Schifrin - Apornas planet – Jerry Goldsmith - Fiskarens skor – Alex North - Äventyraren Thomas Crown – Michel Legrand                                                                                | |
| Musikalmusik: Oliver! – Johnny Green                                                   | - Finian's Rainbow – Ray Heindorf - Funny Girl – Walter Scharf - Star! – Lennie Hayton - Flickorna i Rochefort – Michel Legrand och Jacques Demy                                                                    | |
| 1969 (42:a)                                                                            | | |
| Originalmusik (ej musikal): Butch Cassidy och Sundance Kid – Burt Bacharach            | - De tusen dagarnas drottning – Georges Delerue - Leva rövare – John Williams - Santa Vittorias hemlighet – Ernest Gold - Det vilda gänget – Jerry Fielding                                                         | |
| Musikalmusik: Hello, Dolly – Lennie Hayton och Lionel Newman                           | - Goodbye, Mr. Chips – Leslie Bricusse och John Williams - Guldrushens glada dagar – Nelson Riddle - Sweet Charity – Cy Coleman - När man skjuter hästar så... – Johnny Green och Albert Woodbury                   | |

## 1970-talet
| År | Vinnare | Nominerade |
| 1970 (43:e) | | |
| --- | --- | --- |
| 1970 (43:e) | Originalmusik: Love Story – Francis Lai | - Airport - flygplatsen – Alfred Newman (postum nominering) - Cromwell – Frank Cordell - Patton – Pansargeneralen – Jerry Goldsmith - Sunflower – Henry Mancini |
| 1970 (43:e) | Originalmusik (sång): Let It Be – The Beatles (John Lennon, Paul McCartney, George Harrison och Ringo Starr) | - Babymaker - kvinnan utanför – Fred Karlin och Tylwyth Kymry - Snobben Karl å dom – Rod McKuen, John Scott Trotter, Bill Meléndez, Al Shean och Vince Guaraldi - Darling Lili – Henry Mancini och Johnny Mercer - En spökhistoria – Leslie Bricusse, Ian Fraser och Herbert W. Spencer |
| 1971 (44:e) | | |
| Originalmusik (drama): Sommaren '42 – Michel Legrand                                                                 | - Maria Stuart - drottning av Skottland – John Barry - Nikolaus och Alexandra – Richard Rodney Bennett - Mitt namn är Shaft – Isaac Hayes - Straw Dogs – Jerry Fielding                                                                                            | |
| Originalmusik (sång och bearbetning): Spelman på taket – John Williams                                               | - Sängknoppar och kvastskaft – Richard M. Sherman, Robert B. Sherman och Irwin Kostal - Boyfriend – Peter Maxwell Davies och Peter Greenwell - Chaykovskiy – Dimitri Tiomkin - Willy Wonka och chokladfabriken – Leslie Bricusse, Anthony Newley och Walter Scharf | |
| 1972 (45:e) | | |
| Originalmusik (drama): Rampljus – Charlie Chaplin, Raymond Rasch (postum vinnare) och Larry Russell (postum vinnare) | - Schizo - den kluvna verkligheten – John Williams - Napoleon och Samantha – Buddy Baker - SOS Poseidon – John Williams - 'Sleuth' - Spårhunden – John Addison | |
| Originalmusik (sång och bearbetning): Cabaret – Ralph Burns                                                          | - Lady Sings the Blues – Gil Askey - Mannen från La Mancha – Laurence Rosenthal | |
| 1973 (46:e) | | |
| Originalmusik (drama): Våra bästa år – Marvin Hamlisch                                                               | - Sjömannen och gatflickan – John Williams - Operation Alpha – Georges Delerue - Papillon – Jerry Goldsmith - Kärlek börjar med kast – John Cameron | |
| Originalmusik (sång och bearbetning): Blåsningen – Marvin Hamlisch                                                   | - Jesus Christ Superstar – André Previn, Herbert W. Spencer och Andrew Lloyd Webber - Tom Sawyers äventyr – Richard M. Sherman, Robert B. Sherman och John Williams                                                                                                | |
| 1974 (47:e) | | |
| Original musik (drama): Gudfadern del II – Nino Rota och Carmine Coppola                                             | - Chinatown – Jerry Goldsmith - Mordet på Orientexpressen – Richard Rodney Bennett - Shanks – Alex North - Skyskrapan brinner! – John Williams | |
| Originalmusik (sång och bearbetning): Den store Gatsby – Nelson Riddle                                               | - Den lille prinsen – Alan Jay Lerner, Frederick Loewe, Angela Morley och Douglas Gamley - Phantom of the Paradise – Paul Williams och George Tipton | |
| 1975 (48:e) | | |
| Originalmusik (drama): Hajen – John Williams                                                                         | - Birds Do It, Bees Do It – Gerald Fried - De red för livet – Alex North - Gökboet – Jack Nitzsche - Vinden och lejonet – Jerry Goldsmith | |
| Originalmusik (sång och bearbetning): Barry Lyndon – Leonard Rosenman                                                | - Funny Lady – Peter Matz - Tommy – Pete Townshend | |
| 1976 (49:e) | | |
| Originalmusik: Omen – Jerry Goldsmith                                                                                | - Gastkramad – Bernard Herrmann (postum nominering) - Mannen utanför lagen – Jerry Fielding - Taxi Driver – Bernard Herrmann (postum nominering) - De fördömdas resa – Lalo Schifrin                                                                               | |
| Originalmusik (sång och bearbetning): Woody Guthrie - lyckans land – Leonard Rosenman                                | - Bugsy Malone – Paul Williams - En stjärna föds – Roger Kellaway | |
| 1977 (50:e) | | |
| Originalmusik: Stjärnornas krig – John Williams                                                                      | - Närkontakt av tredje graden – John Williams - Julia – Georges Delerue - Mohammed - härföraren – Maurice Jarre - Älskade spion – Marvin Hamlisch | |
| Originalmusik (sång och bearbetning): A Little Night Music – Jonathan Tunick                                         | - Peter och draken Elliott – Al Kasha, Joel Hirschhorn och Irwin Kostal - Glasskon och rosen – Richard M. Sherman, Robert B. Sherman och Angela Morley | |
| 1978 (51:a) | | |
| Originalmusik: Midnight Express – Giorgio Moroder                                                                    | - Pojkarna från Brasilien – Jerry Goldsmith - Himmelska dagar – Ennio Morricone - Himlen kan vänta – Dave Grusin - Superman – The Movie – John Williams | |
| Musikbearbetning Buddy Holly - en rocklegend – Joe Renzetti                                                          | - Pretty Baby – Jerry Wexler - The Wiz – Quincy Jones | |
| 1979 (52:a) | | |
| Original musik: En liten kärlekshistoria – Georges Delerue                                                           | - Huset som gud glömde – Lalo Schifrin - Utmaningen – Dave Grusin - Star Trek – Jerry Goldsmith - Blåst på konfekten – Henry Mancini | |
| Musikbearbetning: Showtime – Ralph Burns                                                                             | - Loppet är kört – Patrick Williams - Mupparna – Paul Williams och Kenny Ascher | |

## 1980-talet
| År                                                                         | Vinnare | Nominerade |
| 1980 (53:e)                                                                | | |
| -------------------------------------------------------------------------- | --- | --- |
| 1980 (53:e)                                                                | Fame – Michael Gore | - Experimentet – John Corigliano - Elefantmannen – John Morris - Rymdimperiet slår tillbaka – John Williams - Tess – Philippe Sarde |
| 1981 (54:e)                                                                | | |
| Triumfens ögonblick – Vangelis                                             | - Drakdödaren – Alex North - Sista sommaren – Dave Grusin - Ragtime – Randy Newman - Jakten på den försvunna skatten – John Williams | |
| 1982 (55:e)                                                                | | |
| Originalmusik: E.T. the Extra-Terrestrial – John Williams                  | - Gandhi – Ravi Shankar och George Fenton - En officer och gentleman – Jack Nitzsche - Poltergeist – Jerry Goldsmith - Sophies val – Marvin Hamlisch | |
| Musikbearbetning: Victor/Victoria – Henry Mancini och Leslie Bricusse      | - Annie – Ralph Burns - Älskling, jag hatar dig! – Tom Waits | |
| 1983 (56:e)                                                                | | |
| Originalmusik: Rätta virket – Bill Conti                                   | - Cross Creek – Leonard Rosenman - Jedins återkomst – John Williams - Ömhetsbevis – Michael Gore - I skottlinjen – Jerry Goldsmith | |
| Musikbearbetning: Yentl – Michel Legrand, Alan Bergman och Marilyn Bergman | - Blåst igen... – Lalo Schifrin - Ombytta roller – Elmer Bernstein | |
| 1984 (57:e)                                                                | | |
| Originalmusik: En färd till Indien – Maurice Jarre                         | - Indiana Jones och de fördömdas tempel – John Williams - Den bäste – Randy Newman - Floden – John Williams - Under vulkanen – Alex North | |
| Originalmusik (sång): Purple Rain – Prince                                 | - Mupparna på Manhattan – Jeff Moss - Songwriter – Kris Kristofferson | |
| 1985 (58:e)                                                                | | |
| Mitt Afrika – John Barry                                                   | - Agnes av Gud – Georges Delerue - Purpurfärgen – Quincy Jones, Jeremy Lubbock, Rod Temperton, Caiphus Semenya, Andraé Crouch, Chris Boardman, Jorge Calandrelli, Joel Rosenbaum, Fred Steiner, Jack Hayes, Jerry Hey och Randy Kerber - Silverado – Bruce Broughton - Vittne till mord – Maurice Jarre | |
| 1986 (59:e)                                                                | | |
| Kring midnatt – Herbie Hancock                                             | - Aliens - Återkomsten – James Horner - Best Shot – Jerry Goldsmith - The Mission – Ennio Morricone - Star Trek IV - Resan hem – Leonard Rosenman | |
| 1987 (60:e)                                                                | | |
| Den siste kejsaren – Ryuichi Sakamoto, David Byrne och Cong Su             | - Ett rop på frihet – George Fenton och Jonas Gwangwa - Solens rike – John Williams - De omutbara – Ennio Morricone - Häxorna i Eastwick – John Williams | |
| 1988 (61:a)                                                                | | |
| Milagro – Dave Grusin                                                      | - Den tillfällige turisten – John Williams - Farligt begär – George Fenton - De dimhöljda bergens gorillor – Maurice Jarre - Rain Man – Hans Zimmer | |
| 1989 (62:a)                                                                | | |
| Den lilla sjöjungfrun – Alan Menken                                        | - Född den fjärde juli – John Williams - De fantastiska Baker Boys – Dave Grusin - Drömmarnas fält – James Horner - Indiana Jones och det sista korståget – John Williams | |

## 1990-talet
| År                                                                             | Vinnare | Nominerade                                                                                            |
| 1990 (63:e)                                                                    | | |
| ------------------------------------------------------------------------------ | --- | --- |
| 1990 (63:e)                                                                    | Dansar med vargar – John Barry | - Avalon – Randy Newman - Ghost – Maurice Jarre - Havanna – Dave Grusin - Ensam hemma – John Williams |
| 1991 (64:e)                                                                    | | |
| Skönheten och odjuret – Alan Menken                                            | - Bugsy – Ennio Morricone - Fisher King – George Fenton - JFK – John Williams - Tidvattnets furste – James Newton Howard                                                             | |
| 1992 (65:e)                                                                    | | |
| Aladdin – Alan Menken                                                          | - Basic Instinct – Jerry Goldsmith - Chaplin – John Barry - Howards End – Richard Robbins - Där floden flyter fram – Mark Isham                                                      | |
| 1993 (66:e)                                                                    | | |
| Schindler's List – John Williams                                               | - Oskuldens tid – Elmer Bernstein - Firman – Dave Grusin - Jagad – James Newton Howard - Återstoden av dagen – Richard Robbins                                                       | |
| 1994 (67:e)                                                                    | | |
| Lejonkungen – Hans Zimmer                                                      | - Forrest Gump – Alan Silvestri - En vampyrs bekännelse – Elliot Goldenthal - Unga kvinnor – Thomas Newman - Nyckeln till frihet – Thomas Newman                                     | |
| 1995 (68:e)                                                                    | | |
| Musik till drama: Il postino - postiljonen – Luis Bacalov                      | - Apollo 13 – James Horner - Braveheart – James Horner - Nixon – John Williams - Förnuft och känsla – Patrick Doyle                                                                  | |
| Musik till musikal eller komedi: Pocahontas – Alan Menken och Stephen Schwartz | - Presidenten och miss Wade – Marc Shaiman - Sabrina – John Williams - Toy Story – Randy Newman - Hjältar – Thomas Newman                                                            | |
| 1996 (69:e)                                                                    | | |
| Musik till drama: Den engelske patienten – Gabriel Yared                       | - Hamlet – Patrick Doyle - Michael Collins – Elliot Goldenthal - Shine – David Hirschfelder - Sleepers – John Williams                                                               | |
| Musikal eller komedi: Emma – Rachel Portman                                    | - Före detta fruars klubb – Marc Shaiman - Ringaren i Notre Dame – Alan Menken och Stephen Schwartz - James och jättepersikan – Randy Newman - Preacher's Wife – Hans Zimmer         | |
| 1997 (70:e)                                                                    | | |
| Musik till drama: Titanic – James Horner                                       | - Amistad – John Williams - Will Hunting – Danny Elfman - Kundun – Philip Glass - L.A. konfidentiellt – Jerry Goldsmith                                                              | |
| Musik till musikal eller komedi: Allt eller inget – Anne Dudley                | - Anastasia – Stephen Flaherty, Lynn Ahrens och David Newman - Livet från den ljusa sidan – Hans Zimmer - Men in Black – Danny Elfman - Min bäste väns bröllop – James Newton Howard | |
| 1998 (71:a)                                                                    | | |
| Musik till drama: Livet är underbart – Nicola Piovani                          | - Elizabeth – David Hirschfelder - Välkommen till Pleasantville – Randy Newman - Rädda menige Ryan – John Williams - Den tunna röda linjen – Hans Zimmer                             | |
| Musik till musikal eller komedi: Shakespeare in Love – Stephen Warbeck         | - Ett småkryps liv – Randy Newman - Mulan – Mathew Wilder, David Zippel och Jerry Goldsmith - Patch Adams – Marc Shaiman - Prinsen av Egypten – Stephen Schwartz, Hans Zimmer        | |
| 1999 (72:a)                                                                    | | |
| Den röda fiolen – John Corigliano                                              | - American Beauty – Thomas Newman - Ängeln på sjunde trappsteget – John Williams - Ciderhusreglerna – Rachel Portman - The Talented Mr. Ripley – Gabriel Yared                       | |

## 2000-talet
| År                                          | Vinnare | Nominerade                                                                                                   |
| 2000 (73:e)                                 | | |
| ------------------------------------------- | --- | --- |
| 2000 (73:e)                                 | Crouching Tiger, Hidden Dragon – Tan Dun | - Chocolat – Rachel Portman - Gladiator – Hans Zimmer - Malèna – Ennio Morricone - Patrioten – John Williams |
| 2001 (74:e)                                 | | |
| Sagan om ringen – Howard Shore              | - A.I. – Artificiell Intelligens – John Williams - A Beautiful Mind – James Horner - Harry Potter och de vises sten – John Williams - Monsters, Inc. – Randy Newman                                                       | |
| 2002 (75:e)                                 | | |
| Frida – Elliot Goldenthal                   | - Catch Me If You Can – John Williams - Far from Heaven – Elmer Bernstein - Timmarna – Philip Glass - Road to Perdition – Thomas Newman                                                                                   | |
| 2003 (76:e)                                 | | |
| Sagan om konungens återkomst – Howard Shore | - Big Fish – Danny Elfman - Åter till Cold Mountain – Gabriel Yared - Hitta Nemo – Thomas Newman - Ett hus av sand och dimma – James Horner                                                                               | |
| 2004 (77:e)                                 | | |
| Finding Neverland – Jan A. P. Kaczmarek     | - Harry Potter och fången från Azkaban – John Williams - Lemony Snickets berättelse om syskonen Baudelaires olycksaliga liv – Thomas Newman - The Passion of the Christ – John Debney - The Village – James Newton Howard | |
| 2005 (78:e)                                 | | |
| Brokeback Mountain – Gustavo Santaolalla    | - The Constant Gardener – Alberto Iglesias - En geishas memoarer – John Williams - München – John Williams - Stolthet & fördom – Dario Marianelli                                                                         | |
| 2006 (79:e)                                 | | |
| Babel – Gustavo Santaolalla                 | - The Good German – Thomas Newman - Notes on a Scandal – Philip Glass - Pans labyrint – Javier Navarrete - The Queen – Alexandre Desplat                                                                                  | |
| 2007 (80:e)                                 | | |
| Försoning – Dario Marianelli                | - 3:10 to Yuma – Marco Beltrami - Flyga drake – Alberto Iglesias - Michael Clayton – James Newton Howard - Råttatouille – Michael Giacchino                                                                               | |
| 2008 (81:a)                                 | | |
| Slumdog Millionaire – A.R. Rahman           | - Benjamin Buttons otroliga liv – Alexandre Desplat - Motstånd – James Newton Howard - Milk – Danny Elfman - WALL•E – Thomas Newman                                                                                       | |
| 2009 (82:a)                                 | | |
| Upp – Michael Giacchino                     | - Avatar – James Horner - Den fantastiska räven – Alexandre Desplat - The Hurt Locker – Marco Beltrami och Buck Sanders - Sherlock Holmes – Hans Zimmer                                                                   | |

## 2010-talet
| År          | Film                                      | Kompositör                      |
| ----------- | ----------------------------------------- | ------------------------------- |
| 2010 (83:e) | Social Network                            | Trent Reznor och Atticus Ross   |
| 2010 (83:e) | 127 timmar                                | A.R. Rahman                     |
| 2010 (83:e) | Draktränaren                              | John Powell                     |
| 2010 (83:e) | Inception                                 | Hans Zimmer                     |
| 2010 (83:e) | The King's Speech                         | Alexandre Desplat               |
| 2011 (84:e) | The Artist                                | Ludovic Bource                  |
| 2011 (84:e) | Hugo Cabret                               | Howard Shore                    |
| 2011 (84:e) | Tinker, Tailor, Soldier, Spy              | Alberto Iglesias                |
| 2011 (84:e) | Tintins äventyr: Enhörningens hemlighet   | John Williams                   |
| 2011 (84:e) | War Horse                                 | John Williams                   |
| 2012 (85:e) | Berättelsen om Pi                         | Mychael Danna                   |
| 2012 (85:e) | Anna Karenina                             | Dario Marianelli                |
| 2012 (85:e) | Argo                                      | Alexandre Desplat               |
| 2012 (85:e) | Lincoln                                   | John Williams                   |
| 2012 (85:e) | Skyfall                                   | Thomas Newman                   |
| 2013 (86:e) | Gravity                                   | Steven Price                    |
| 2013 (86:e) | Boktjuven                                 | John Williams                   |
| 2013 (86:e) | Her'                                      | William Butler och Owen Pallett |
| 2013 (86:e) | Philomena                                 | Alexandre Desplat               |
| 2013 (86:e) | Saving Mr. Banks                          | Thomas Newman                   |
| 2014 (87:e) | The Grand Budapest Hotel                  | Alexandre Desplat               |
| 2014 (87:e) | The Imitation Game                        | Alexandre Desplat               |
| 2014 (87:e) | Interstellar                              | Hans Zimmer                     |
| 2014 (87:e) | Mr. Turner                                | Gary Yershon                    |
| 2014 (87:e) | The Theory of Everything                  | Jóhann Jóhannsson               |
| 2015 (88:e) | The Hateful Eight                         | Ennio Morricone                 |
| 2015 (88:e) | Carol                                     | Carter Burwell                  |
| 2015 (88:e) | Sicario                                   | Jóhann Jóhannsson               |
| 2015 (88:e) | Spionernas bro                            | Thomas Newman                   |
| 2015 (88:e) | Star Wars: The Force Awakens              | John Williams                   |
| 2016 (89:e) | La La Land                                | Justin Hurwitz                  |
| 2016 (89:e) | Jackie                                    | Mica Levi                       |
| 2016 (89:e) | Lion                                      | Dustin O'Halloran och Hauschka  |
| 2016 (89:e) | Moonlight                                 | Nicholas Britell                |
| 2016 (89:e) | Passengers                                | Thomas Newman                   |
| 2017 (90:e) | The Shape of Water                        | Alexandre Desplat               |
| 2017 (90:e) | Dunkirk                                   | Hans Zimmer                     |
| 2017 (90:e) | Phantom Thread                            | Jonny Greenwood                 |
| 2017 (90:e) | Star Wars: The Last Jedi                  | John Williams                   |
| 2017 (90:e) | Three Billboards Outside Ebbing, Missouri | Carter Burwell                  |
| 2018 (91:a) | Black Panther                             | Ludwig Göransson                |
| 2018 (91:a) | BlacKkKlansman                            | Terence Blanchard               |
| 2018 (91:a) | If Beale Street Could Talk                | Nicholas Britell                |
| 2018 (91:a) | Isle of Dogs                              | Alexandre Desplat               |
| 2018 (91:a) | Mary Poppins kommer tillbaka              | Marc Shaiman                    |
| 2019 (92:a) | Joker                                     | Hildur Guðnadóttir              |
| 2019 (92:a) | 1917                                      | Thomas Newman                   |
| 2019 (92:a) | Marriage Story                            | Randy Newman                    |
| 2019 (92:a) | Star Wars: The Rise of Skywalker          | John Williams                   |
| 2019 (92:a) | Unga kvinnor                              | Alexandre Desplat               |

## 2020-talet
| År             | Film                                  | Kompositör                                 |
| -------------- | ------------------------------------- | ------------------------------------------ |
| 2020/21 (93:e) | Själen                                | Trent Reznor, Atticus Ross och Jon Batiste |
| 2020/21 (93:e) | Da 5 Bloods                           | Terence Blanchard                          |
| 2020/21 (93:e) | Mank                                  | Trent Reznor och Atticus Ross              |
| 2020/21 (93:e) | Minari                                | Emile Mosseri                              |
| 2020/21 (93:e) | News of the World                     | James Newton Howard                        |
| 2021 (94:e)    | Dune                                  | Hans Zimmer                                |
| 2021 (94:e)    | Don't Look Up                         | Nicholas Britell                           |
| 2021 (94:e)    | Encanto                               | Germaine Franco                            |
| 2021 (94:e)    | Parallella mödrar                     | Alberto Iglesias                           |
| 2021 (94:e)    | The Power of the Dog                  | Johnny Greenwood                           |
| 2022 (95:e)    | På västfronten intet nytt             | Volker Bertelmann                          |
| 2022 (95:e)    | Babylon                               | Justin Hurwitz                             |
| 2022 (95:e)    | The Banshees of Inisherin             | Carter Burwell                             |
| 2022 (95:e)    | Everything Everywhere All at Once     | Son Lux                                    |
| 2022 (95:e)    | The Fabelmans                         | John Williams                              |
| 2023 (96:e)    | Oppenheimer                           | Ludwig Göransson                           |
| 2023 (96:e)    | American Fiction                      | Laura Karpman                              |
| 2023 (96:e)    | Indiana Jones and the Dial of Destiny | John Williams                              |
| 2023 (96:e)    | Killers of the Flower Moon            | Robbie Robertson (postum nominering)       |
| 2023 (96:e)    | Poor Things                           | Jerskin Fendrix                            |
| 2024 (97:e)    | Brutalisten                           | Daniel Blumberg                            |
| 2024 (97:e)    | Konklaven                             | Volker Bertelmann                          |
| 2024 (97:e)    | Emilia Pérez                          | Clément Ducol och Camille                  |
| 2024 (97:e)    | Wicked                                | John Powell och Stephen Schwartz           |
| 2024 (97:e)    | Den vilda roboten                     | Kris Bowers                                |